# Centistes manchzhuricus
Centistes manchzhuricus är en stekelart som beskrevs av Sergey A. Belokobylskij 1992. Centistes manchzhuricus ingår i släktet Centistes och familjen bracksteklar. Inga underarter finns listade.